# Chikkamathighatta, Channarayapatna
Chikkamathighatta là một làng thuộc tehsil Channarayapatna, huyện Hassan, bang Karnataka, Ấn Độ.